# Зимові брати
«Зимові брати» (дан. Vinterbrødre) — дансько-ісландський драматичний фільм 2017 року, поставлений режисером Глинуром Палмасоном. Світова прем'єра стрічки відбулася 3 серпня 2018 року на Міжнародному кінофестивалі у Локарно, де вона отримала кілька нагород. Фільм був номінований у 14-ти категоріях на здобуття данської національної кінопремії «Роберт» за 2017 рік та отримав 9 нагород, включно з преміями за найкращий данський фільм та за найкращу режисерську роботу .
У 2018 році фільм брав участь в міжнародній конкурсній програмі 47-го Київського міжнародного кінофестивалю «Молодість» та отримав приз «Скіфський олень» за найкращий повнометражний фільм.

## Сюжет
Одіссея двох братів у робітничому середовищі однієї холодної зими. Ми побачимо їхнє повсякдення, звички, ритуали та кревну ворожнечу, що спалахне між братами та іншою родиною. Бракує лише кохання — а його якраз потребує молодший брат, Еміль.

## У ролях
| • Елліотт Кроссе Гоув  | … | Еміль                     |
| • Саймон Сірс          | … | Йоган                     |
| • Вікторія Кармен Сонн | … | Анна                      |
| • Ларс Міккельсен      | … | Карл                      |
| • Петер Плаугборг      | … | Данієль                   |
| • Міхаель Броструп     | … | Майкл                     |
| • Андерс Гове          | … | чоловік з довгим волоссям |
| • Лауріт Оноре Ренн    | … | Август                    |
| • Яннік Єнсен          | … | Солдат                    |
| • Крістофер Ліллман    | … | працівник                 |

## Знімальна група
- Автор сценарію — Глинур Палмасон
- Режисер-постановник — Глинур Палмасон
- Продюсер — Джулі Волтерсдорф Гансен, Глинур Палмасон, Пер Дамгард Гансен
- Виконавчий продюсер — Пер Дамгард Гансен
- Лінійний продюсер — Томас Шиндел
- Співпродюсер — Антон Мані Сванссон
- Оператор — Марія фон Гаусвольф
- Композитор — Ток Борсон Одін
- Монтаж — Джуліус Кребс
- Художник-постановник — Густав Понтоппідан
- Художник з костюмів — Ніна Гронглунд

## Нагороди та номінації
| Список нагород та номінацій (Список не є вичерпним) | Список нагород та номінацій (Список не є вичерпним) | Список нагород та номінацій (Список не є вичерпним) | Список нагород та номінацій (Список не є вичерпним) | Список нагород та номінацій (Список не є вичерпним) | Список нагород та номінацій (Список не є вичерпним) |
| Кінофестиваль/Кінопремія                            | Рік                                                 | Категорія                                           | Номінант(и)                                         | Результат                                           | Дж                                                  |
| --------------------------------------------------- | --------------------------------------------------- | --------------------------------------------------- | --------------------------------------------------- | --------------------------------------------------- | --------------------------------------------------- |
| Міжнародний кінофестиваль у Локарно                 | 2017                                                | Золотий леопард за найкращий фільм                  | Зимові брати                                        | Номінація                                           |                                                     |
| Міжнародний кінофестиваль у Локарно                 | 2017                                                | Приз молодіжного журі                               | Зимові брати                                        | Перемога                                            |                                                     |
| Міжнародний кінофестиваль у Локарно                 | 2017                                                | Приз за найкращу чоловічу роль                      | Елліотт Кроссе Гоув                                 | Перемога                                            |                                                     |
| Міжнародний кінофестиваль у Локарно                 | 2017                                                | Приз Europa Cinemas Label                           | Зимові брати                                        | Перемога                                            |                                                     |
| Міжнародний кінофестиваль у Локарно                 | 2017                                                | Приз екуменічного журі                              | Зимові брати                                        | Перемога                                            |                                                     |
| Лондонський кінофестиваль                           | 2017                                                | Сазерленд Трофі                                     | Зимові брати                                        | Номінація                                           |                                                     |
| Європейський кінофестиваль у Севільї                | 2017                                                | Найкращий оператор                                  | Марія фон Гаусвольф                                 | Перемога                                            |                                                     |
| Міжнародний кінофестиваль у Салоніках               | 2017                                                | Приз за найкращу режисуру                           | Глинур Палмасон                                     | Перемога                                            |                                                     |
| Міжнародний кінофестиваль у Салоніках               | 2017                                                | Приз ФІПРЕССІ — Спеціальна згадка                   | Зимові брати                                        | Перемога                                            |                                                     |
| Загребський кінофестиваль                           | 2017                                                | Золота Коляска за найкращий фільм                   | Зимові брати                                        | Номінація                                           |                                                     |
| Кінофестиваль Camerimage                            | 2017                                                | Найкращий операторський дебют                       | Марія фон Гаусвольф                                 | Перемога                                            |                                                     |
| Стамбульський міжнародний кінофестиваль             | 2018                                                | Гран-прі Золотий тюльпан                            | Зимові брати                                        | Номінація                                           |                                                     |
| Премія «Боділ»                                      | 2018                                                | Найкращий данський фільм                            | Зимові брати                                        | Перемога                                            |                                                     |
| Премія «Боділ»                                      | 2018                                                | Найкращий актор                                     | Елліотт Кроссе Гоув                                 | Номінація                                           |                                                     |
| Премія «Боділ»                                      | 2018                                                | Найкращий актор другого плану                       | Саймон Сірс                                         | Номінація                                           |                                                     |
| Премія «Боділ»                                      | 2018                                                | Найкращий оператор                                  | Марія фон Гаусвольф                                 | Перемога                                            |                                                     |
| Премія «Едда»                                       | 2018                                                | Найкращий фільм                                     | Зимові брати                                        | Номінація                                           |                                                     |
| Премія «Едда»                                       | 2018                                                | Найкращий актор року                                | Елліотт Кроссе Гоув                                 | Номінація                                           |                                                     |
| Премія «Едда»                                       | 2018                                                | Найкращий актор другого плану                       | Ларс Міккельсен                                     | Номінація                                           |                                                     |
| Премія «Роберт»                                     | 2018                                                | Найкращий фільм                                     | Зимові брати                                        | Перемога                                            | [ 2 ]                                               |
| Премія «Роберт»                                     | 2018                                                | Найкращий режисер                                   | Глинур Палмасон                                     | Перемога                                            | [ 2 ]                                               |
| Премія «Роберт»                                     | 2018                                                | Найкращий актор                                     | Елліотт Кроссе Гоув                                 | Перемога                                            | [ 2 ]                                               |
| Премія «Роберт»                                     | 2018                                                | Найкращий актор другого плану                       | Ларс Міккельсен                                     | Номінація                                           | [ 2 ]                                               |
| Премія «Роберт»                                     | 2018                                                | Найкращий актор другого плану                       | Саймон Сірс                                         | Номінація                                           | [ 2 ]                                               |
| Премія «Роберт»                                     | 2018                                                | Найкраща акторка другого плану                      | Вікторія Кармен Сонн                                | Перемога                                            | [ 2 ]                                               |
| Премія «Роберт»                                     | 2018                                                | Найкращий оригінальний сценарій                     | Глинур Палмасон                                     | Номінація                                           | [ 2 ]                                               |
| Премія «Роберт»                                     | 2018                                                | Найкращий оператор                                  | Марія фон Гаусвольф                                 | Перемога                                            | [ 2 ]                                               |
| Премія «Роберт»                                     | 2018                                                | Найкраще художнє оформлення фільму                  | Густав Понтоппідан                                  | Перемога                                            | [ 2 ]                                               |
| Премія «Роберт»                                     | 2018                                                | Найкращий дизайн котюмів                            | Ніна Гронглунд                                      | Номінація                                           | [ 2 ]                                               |
| Премія «Роберт»                                     | 2018                                                | Найкраща оригінальна музика до фільму               | Ток Борсон Одін                                     | Номінація                                           | [ 2 ]                                               |
| Премія «Роберт»                                     | 2018                                                | Найкращий грим                                      | Катрін Тергов                                       | Перемога                                            | [ 2 ]                                               |
| Премія «Роберт»                                     | 2018                                                | Найкращий монтаж                                    | Джуліус Кребс                                       | Перемога                                            | [ 2 ]                                               |
| Премія «Роберт»                                     | 2018                                                | Найкращий звук                                      | Ларс Галворсен                                      | Перемога                                            | [ 2 ]                                               |
| 47-й Київський МКФ «Молодість»                      | 2018                                                | Гран-прі «Скіфський олень»                          | Зимові брати                                        | Номінація                                           | [ 3 ]                                               |
| 47-й Київський МКФ «Молодість»                      | 2018                                                | «Скіфський олень» за найкращий повнометражний фільм | Зимові брати                                        | Перемога                                            | [ 5 ]                                               |